# Acacia erythropus
Acacia erythropus é uma espécie de leguminosa do gênero Acacia, pertencente à família Fabaceae.